# Chagrin d'Amour
Chagrin d'Amour (även marknadsfört som Chagrin d'amour) var en fransk-amerikansk popgrupp som var verksam under 1980-talet. Den utgjordes av duon Grégory Ken (1947–1996) och Valli (född 1958). Gruppen lanserade sig med den framgångsrika, rap- och hiphop-inspirerade singeln "Chacun fait c'qui lui plaît" och gav ut två album. På senare år har debutalbumet återutgivits ett flertal gånger.

## Historik

### Bakgrund
Gruppen bildades av den franska sångaren Grégory Ken (artistnamn för Jean-Pierre Trochu) och den fransk-amerikanska sångerskan och radio- och TV-personligheten Valli (Valli Timbert).
Ken inledde sin musikkarriär på 1960-talet, bland annat som gitarrist i yéyé-gruppen Claude et ses Tribuns, som ackompanjatör för belgiska sångerskan Annie Cordy och som turnégitarrist för France Gall. 1967 spelade han in sina första egna musiksinglar, under artistnamnet "Grégory" – LSD et Système D, Je fais la la la och Un trou dans ma chaussure, 1967. Under 1970-talet medverkade han i ett antal franska musikaluppsättningar, inklusive av Hair 1971 samt Godspell och Jesus Christ Superstar 1973. 1979 spelade han rollfiguren "Ziggy" i den första versionen av rockoperan Starmania.

### Chagrin d'Amour
1981 bildade Ken popduon Chagrin d'Amour (franska för "krossat hjärta") tillsammans med den USA-födda (New Haven i Connecticut) Valli Timbert, med artistnamnet "Valli".
Mer specifikt lanserades gruppen via singeln Chacun fait (c'qui lui plaît) ('Alla gör [som de vill]'), en rapinspirerad eurodisco-låt med text av Philippe Bourgoin och musik av Gérard Presgurvic. Bourgoin hade tidigare erfarenhet från filmbranschen (manus 1977 den franska långfilmen Min vilda syster med bland andra Jodie Foster) och hade tidigare försökt lansera poplåten med sång av låtskrivaren Presgurvic.
Först 1981, i en hiphop-version (tio år innan genren lanserades på allvar i Frankrike), med gott om gatuslang och med Ken och Valli som frontpersoner, lyckades lanseringen. Bourgoin hade 1978 träffat Valli – som han senare gifte sig med – i samband med sina filmstudier på New York University. Låten presenterades, ackompanjerad av en svart-vit musikvideo som liknade en pastisch av en fransk deckare från 1960-talet (och med material från Bourgoins egen examensfilm från sina filmstudier), med inhopp av en discokör. Chacun fait… nådde stor spridning, och den franska vinylsingeln sålde totalt tre miljoner exemplar. Framgångarna nådde utlandet, och singelutgåvor producerades i länder som Sverige, Tyskland, Japan, Spanien och Colombia. Senare har låten bland annat sjungits in i versioner på italienska (av Pino D'Angiò, som "Una notte maledetta"), på nederländska (av belgiska gruppen Waterlanders), på japanska (av Tomuya), vid sidan av diverse parodiversioner och ett antal franska coverversioner.

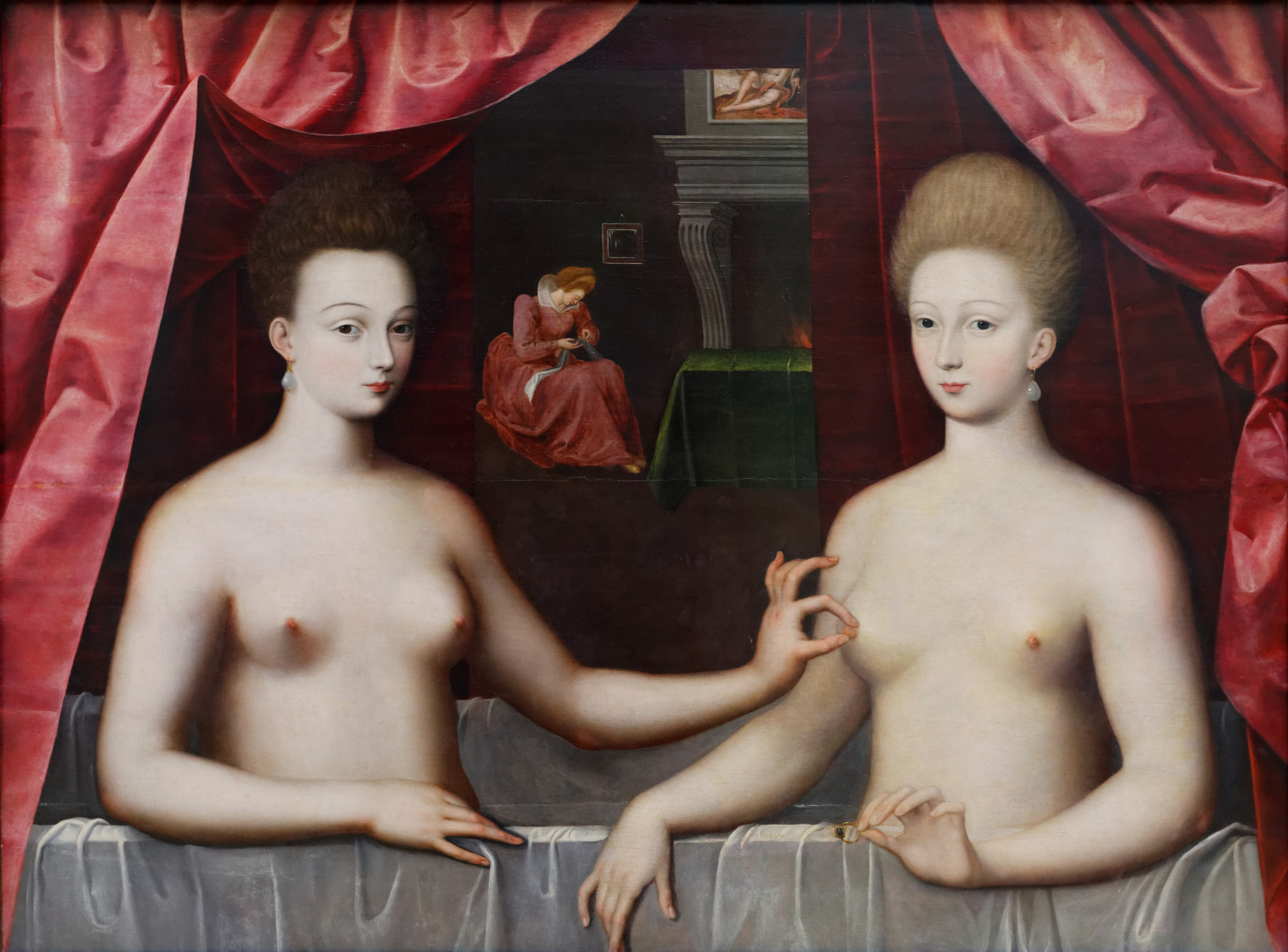
Renässansmålningen Gabrielle d'Estrées och en av hennes systrar, med en intim gest imiterad på omslaget till albumet Chagrin d'amour.

Därpå släpptes singlarna Bonjour, v'là les nouvelles, V.A.L.L.I. och Blonde platine. Dessa samlades därefter på albumet Chagrin d'amour, där alla låtarna hade text av Bourgoin och låtskrivandet sköttes av Ken, Presgurvic, Slim Pezin, Alain Chamfort och andra. Albumets 15 låtar övergick i varandra, som delar av en "popopera", med en inledning i paradiset (låten "Éden-nouba"), en fortsättning i storstadsdjungeln (inklusive "Chacun fai…" och "Projekt Manhattan") och en avslutning med "Au paradis" ('I paradiset'). På albumomslag syntes duons nakna överkroppar, med en ren version på framsidan och en svettig version på baksidan (inklusive en gest runt den andres ena bröstvårta påminnande om scenen i Gabrielle d'Estrées och en av hennes systrar; jämför syndafallet i Bibeln).
Chagrin d'Amour återkom 1984 med albumet Mon bob et moi, med texter och musik i första hand av Bourgoin respektive Slim Pezin. Albumet fick betydligt mindre framgångar, och därefter upplöstes gruppen.

### Efter Chagrin d'Amour
Valli lanserades som fransk radio/TV-personlighet i samband med Chagrin d'Amour, då på Radio Tomate. Senare gav hon ut flera musiksinglar i eget namn. Hon arbetade under många år som programledare i både tv (bland annat franska Canal+) och radio (inlett på Europe 2).

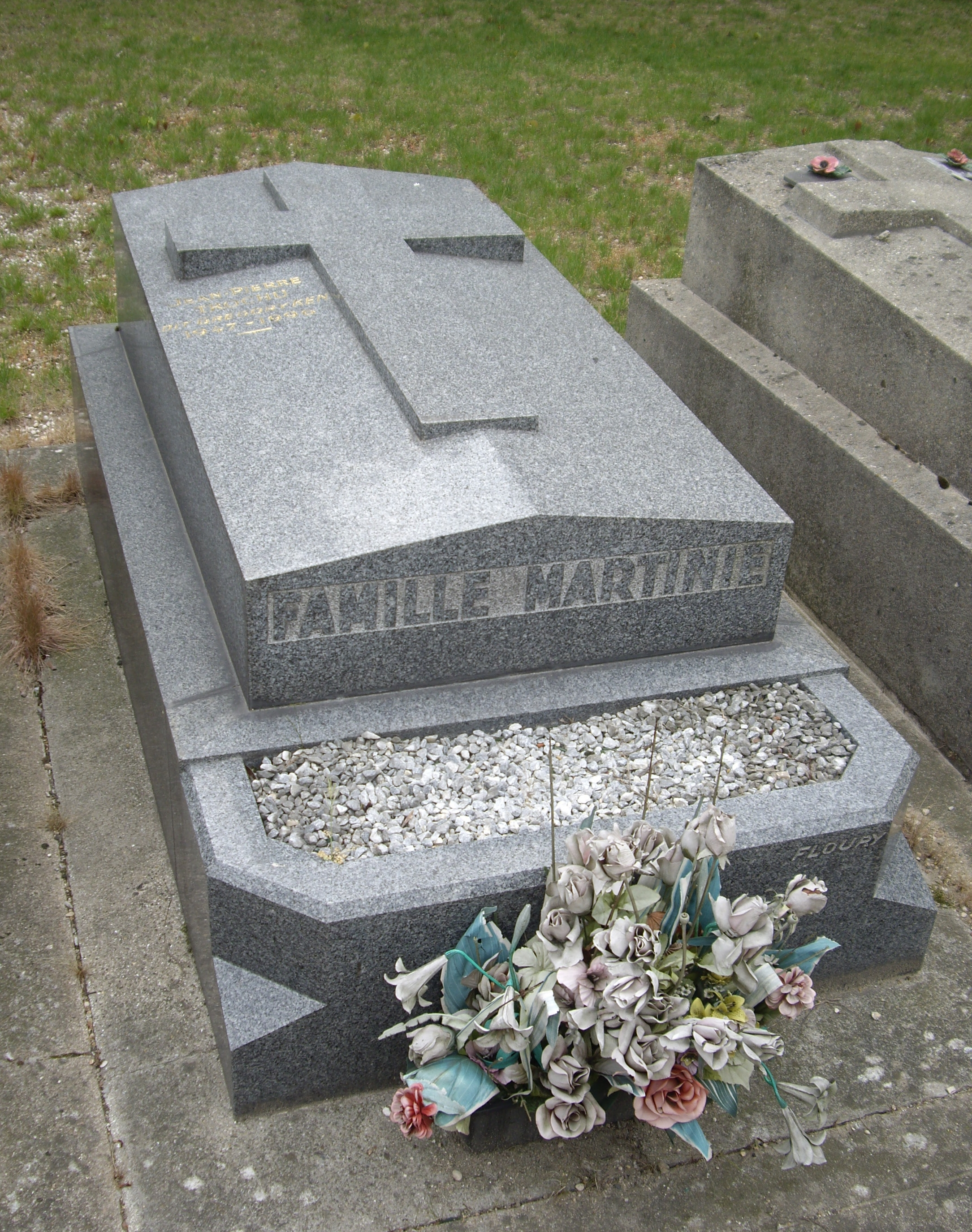
Jean-Pierre Tronchus grav på Montrouge-kyrkogården.

Grégory Ken arbetade fram till 1991 som programpresentatör på Canal+. Dessutom hördes han inom radioreklam, där hans mörka röst nådde framgångar. 1989 spelade han in låten "Prête-moi d'amour" (en fransk version av "Tell It Like It Is"). Han avled 1996 i cancer.

## Diskografi
Singlar
- 1981 – "Chacun fait (c'qui lui plaît)" / "Chacun fait"
- 1982 – "Bonjour (v'là les nouvelles)" / "Au paradis"
- 1984 – "Monte-Carlo" / "La reine du sexe (instrumental)"
- 1984 – "Papa Scratch" / "C'est l'été yéyé"

Album
- 1982 – Chagrin d'amour (på CD 1990; nyutgåvor på CD 2001, 2006 och 2018; utgåvan 2006 inkluderade en DVD)
- 1984 – Mon bob et moi (nyutgåva på CD 2018; Because Music)

Singlar med Grégory Ken
- "Pour$uite" / "Pour$uite (instrumental)"
- "Prête-moi ton amour" / "La cuenta"

Singlar med Valli
- "The More I See You" / "The More I See You (instrumental)"
- "Place de la Madeleine" / "Baby Baby"
- "Voilà la nouvelle" / "Je te cherche partout"
- "Light My Fire" / "Here's the News"